# Ціанотоксин

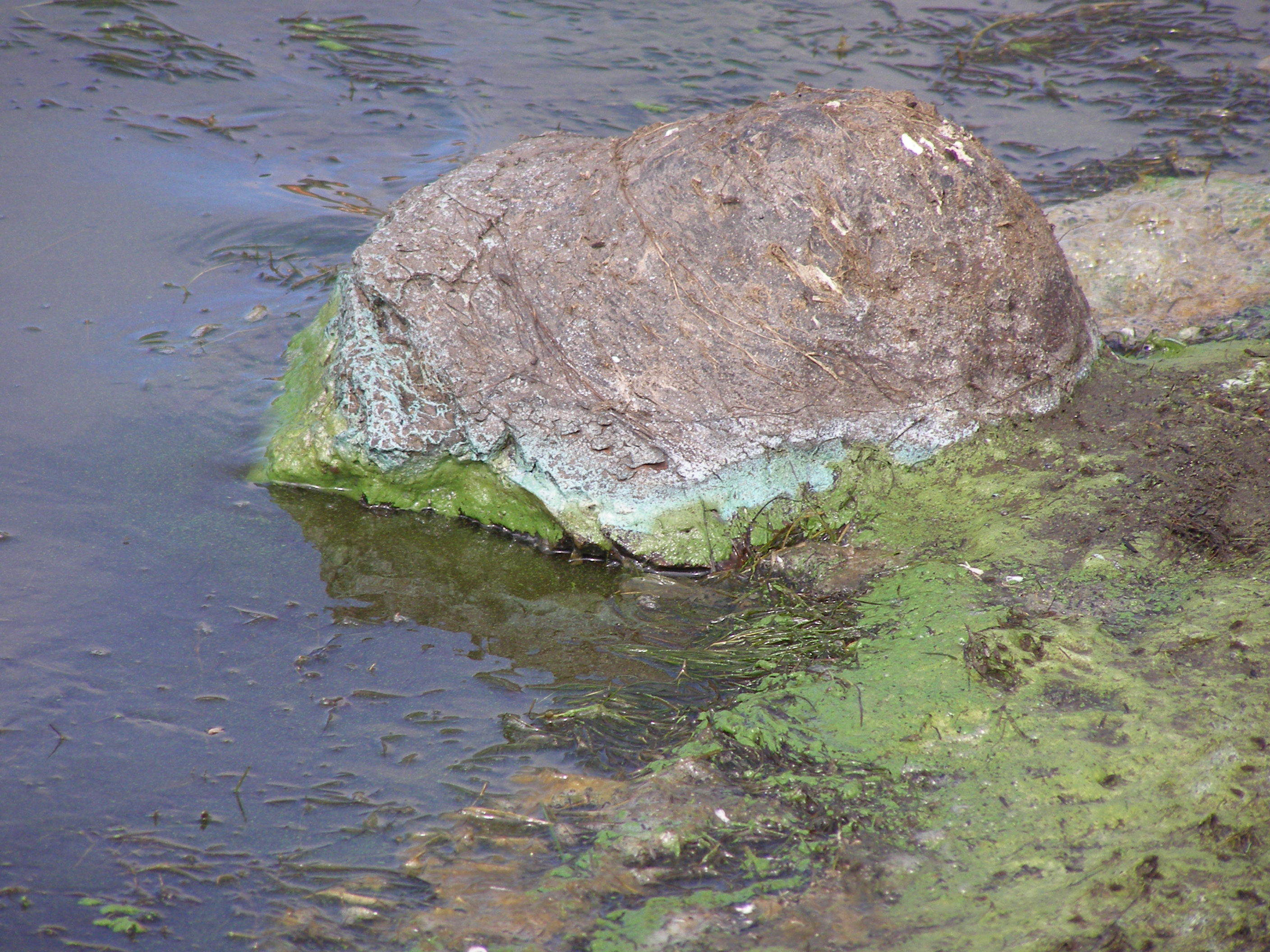
Зелена піна утворена вмістом у воді ціанобактерії, що вимита на каміння в Каліфорнії під час цвітіння водоростей

Ціанотоксини — тип токсинів, які виробляють бактерії, що називаються ціанобактеріями (також відомі як синьо-зелені водорості). Ціанобактерії зустрічаються майже всюди в природі, зокрема у озерах і океанах, де через високу концентрацію фосфору, вони починають експоненційне розмноження, що призводить до цвітіння. Цвітіння ціанобактерій може утворювати таку концентрацію ціанотоксинів, що вони стають отруйними або навіть смертельними для тварин і людей. Ціанотоксини також можуть накопичуватися у інших тваринах, наприклад у рибі і молюсках, і спричиняють отруєння через їх вживання.
Серед ціанотоксинів є представники найотруйніших природних відомих речовин, до яких відносяться і такі, що можуть призвести до швидкої миттєвої смерті через дихальну недостатність. Токсини включать сильнодіючі нейротоксини, гепатотоксини, цитотоксини, і ендотоксини. Незважаючи на подібність назви, вони не є ціанідами. Рекреаційний відпочинок в зонах цвітіння ціанобактерій може призвести до симптомів порушення роботи кишково-шлункового тракту і сінної лихоманки або до висипань на шкірі та сверблячки. Вплив ціанобактеріального нейротоксину BMAA може призвести до появи нейродегенеративних захворювань таких як бічний аміотрофічний склероз, Хвороба Паркінсона і Хвороба Альцгеймера. Існують тенденції у можливому військовому застосуванні біологічних нейротоксинів, таких як ціанотоксини, що "набувають все більшого значення як потенційний кандидат на роль хімічного озброєння."
Перша опублікована доповідь про те, що синьо-зелені водорості або ціанобактерії можуть призводити до летальних ефектів з'явилася в журналі Nature в 1878. Джордж Френсіс описав цвітіння водоростей, які він зустрів і спостерігав в лимані річки Муррей в Австралії, як "товсту піну подібну до зеленої олійної фарби, товщиною від двох до шести дюймів." Дикі тварини, які пили воду з річки помирали швидкою і жахливою смертю. Найбільша кількість повідомлень про випадки отруєння що призвели токсичні мікроорганізми траплялися у прісноводних середовищах, і вони стають все більш частими і поширеними. Наприклад, сотні качок і гусей загинули від пиття забрудненої води на середньому заході США. В 2010, вперше було повідомлено про смерть морських ссавців від споживання ціанотоксинів.

## Ціанобактерії
Ціанотоксини утворюють ціанобактерії, це тип бактерій, що отримують свою енергію через фотосинтез. Префікс ціано походить від грецького слова κύανoς що означає "блакитно-зелену речовину", і як правило описує кольори у синьо/зеленому діапазоні спектра. Ціанобактерію часто називають синьо-зеленими водоростями. Традиційно їх вважали різновидом водоростей, і саме так їх описували у старих підручниках. Однак сучасні підручники розглядають цю класифікацією застарілою; тепер вважають, що вони в більшій мірі відносяться до бактерій, а термін водорості обмежується до організмів еукаріот. Як і справжні водорості, ціанобактерії є фотосинтезуючими і містять фотосинтезуючі пігменти, саме тому вони як правило сині або зелені.
Ціанобактерії зустрічаються майже скрізь; в океанах, озерах і річках, а також на суші. Вони процвітають в арктичних і антарктичних озерах, hotsprings і стічних водах очисних заводів. Вони навіть заселяють хутро білих ведмедів, тому вони часто мать зеленуватий відтінок. Ціанобактерії виробляють сильні токсини, але вони також виробляють корисні біоактивні сполуки, включаючи речовини із протипухлинною, противірусною, протибіотичною і протигрибковою дією, УФ-захисні засоби та специфічні інгібітори ферментів.

## Шкідливі цвітіння водоростей

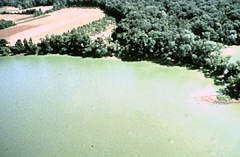
Густе цвітіння ціанобактерій в лимані річки Потомак. Ці цвітіння можуть бути токсичними.

Ціанотоксини часто супроводжуються тим, що в загальному вжитку називають червоними приливами або шкідливими цвітіннями водоростей. Озера і океани містять багато одноклітинних організмів, які називають Фітопланктон. При певних умовах, зокрема при високій концентрації поживних речовин, ці організми починають експоненційно розмножуватися. Щільний рой фітопланктона утворений в результаті цього називають цвітінням вод; вони можуть охоплювати сотні кілометрів і їх легко можна побачити на супутникових знімках. Індивідуальний фітопланктон рідко проживає довше ніж декілька днів, але цвітіння можуть тривати тижнями.
Як правило, ці цвітіння нешкідливі, але якщо це не так їх називають шкідливим цвітінням водоростей. Вони можуть містити токсини або патогени, які призводять до замору риби а також можуть бути фатальними для людей. В морському середовищі, шкідливі цвітіння водоростей як правило спричиняються динофлангелятами, хоча види інших таксонів водоростей також можуть спричинити шкідливі цвітіння (діатомові водорості, flagellate, гаптофітові водорості і рафідофітові водорості). Морські види динофлагелятів часто токсичні, в той час про прісноводні види не відомо випадків токсичності. Відомо, що жодний представник діатомів не є отруйним, принаймні для людей.
У прісноводних екосистемах, цвітіння водоростей часто є наслідком високого вмісту поживних речовин (евтрофікації). Цвітіння можуть виглядати як піна, настил чи як олійна фарба, що плаває на поверхні води, але вони не завжди видимі. також цвітіння не завжди зелені, вони можуть бути сині, а деякі ціанобактерії мають червоно-коричнюватий колір. Вода може мати поганий запах, коли ціанобактерії, що квітнуть, помирають.
Густі цвітіння ціанобактерій обмежують видимість у воді до одного або двох сантиметрів. Ті види, які не покладаються на зір (такі як самі ціанобактерії) виживають, але ті види, що повинні бачити для пошуку їжу чи партнерів опиняються під загрозою. Протягом дня ціанобактерії насичують воду киснем. Вночі, дихання водних можуть виснажити кисень до рівня що є чутливим для життя, так що певні види риб гинуть. Це як правило трапляється біля морського дна чи термоклину. Протягом доби під час цвітіння також змінюється кислотність води, рівень pH може сягати 9 або більше під час дня і спускатися до малих значень вночі, ще більше приводячи до стресу екосистему. Крім того, багато видів ціанобактерій продукують сильні ціанотоксини, які під час цвітіння набувають таких рівнів концентрації, що стають летальними для сусідніх водних організмів і для будь-яких інших тварин які напряму контактують із водоростями, включаючи птахів, домашніх тварин і іноді навіть людей.

## Хімічна структура
Ціанотоксини як правило вражають нервову систему (нейротоксини), печінку (гепатотоксини) або шкіру (дерматоксини). Хімічна структура ціанотоксинів поділяється на три великі групи: циклічні пептиди, алкалоїди і ліпополісахариди (ендотоксини).
| Структура        | Ціанотоксин         | Орган який уражує у ссавців                                   | Рід ціанобактерій                                                                    |
| ---------------- | ------------------- | ------------------------------------------------------------- | ------------------------------------------------------------------------------------ |
| Циклічні пептиди | Мікроцистини        | Печінка                                                       | Microcystis, Анабена, Планктотрікс (Осциллаторія), Носток, Hapalosiphon, Анабенопсіс |
| Циклічні пептиди | Нодулярин           | Печінка                                                       | Нодулярія                                                                            |
| Алкалоїди        | Анатоксин-a         | Нервовий синапс                                               | Анабена, Planktothrix (Осциллаторія), Aphanizomenon                                  |
| Алкалоїди        | Анатоксин-a(S)      | Нервовий синапс                                               | Анабена                                                                              |
| Алкалоїди        | Cylindrospermopsins | Печінка                                                       | Cylindrospermopsis, Aphanizomenon, Umezakia                                          |
| Алкалоїди        | Lyngbyatoxin-a      | Шкіра, шлунково-кишковий тракт                                | Lyngbya                                                                              |
| Алкалоїди        | Сакситоксин         | Нервовий синапс                                               | Анабена, Aphanizomenon, Lyngbya, Cylindrospermopsis                                  |
| Алкалоїди        | Ліпополісахариди    | Потенційний подразник; впливає на будь-яку незахищену тканину | Всі                                                                                  |
| Полікетиди       | Aplysiatoxins       | Шкіра                                                         | Lyngbya, Schizothrix, Planktothrix (Осциллаторія)                                    |
| Амінокислоти     | BMAA                | Нервова система                                               | Всі                                                                                  |

Більшість ціанотоксинів мають декілька варіантів (аналогів). Станом на 1999, більше ніж 84 ціанотоксинів загалом було відомо і лише невелика кількість була добре вивчена.

## Див також
- Ціанобактеріальні мати
- Бактеріальні токсини